# Thanatus mikhailovi
Thanatus mikhailovi là một loài nhện trong họ Philodromidae.
Loài này thuộc chi Thanatus. Thanatus mikhailovi được Dmitri Viktorovich Logunov miêu tả năm 1996.